# ‘Live’ Bullet
‘Live’ Bullet es el primer álbum en vivo de la banda estadounidense Bob Seger & the Silver Bullet Band. Fue publicado el 12 de abril de 1976 a través de Capitol Records. El álbum fue grabado el 4 y 5 de septiembre de 1975 en el Cobo Hall, en Detroit, Michigan. ‘Live’ Bullet alcanzó el puesto #34 en el Billboard 200 y fue certificado 5× platino por la Recording Industry Association of America (RIAA).

## Recepción de la crítica
Jim Beviglia de CultureSonar describió el álbum como “uno de los discos en vivo más emblemáticos de los anales del rock”. El crítico de AllMusic, Stephen Thomas Erlewine, comentó: “Es una rara ocasión cuando un álbum doble en vivo captura a un artista en su apogeo absoluto, mientras resume sus talentos, y eso es exactamente lo que hace ‘Live’ Bullet”.

### Legado
El crítico Dave Marsh calificó a ‘Live’ Bullet como “uno de los mejores álbumes en vivo jamás realizados”. En abril de 2015, ‘Live’ Bullet ocupó el puesto número 26 en la lista de los “50 mejores álbumes en vivo de todos los tiempos” de la revista Rolling Stone. Los lectores de Rolling Stone lo ubicaron en el puesto número 10 en una encuesta de 2012 de álbumes en vivo favoritos de todos los tiempos. En junio de 2023, Ian Winwood de The Telegraph colocó ‘Live’ Bullet en el puesto número 45 en la lista de “los 50 mejores discos en directo jamás realizados”.

## Lista de canciones
Todas las canciones escritas y compuestas por Bob Seger, excepto donde esta anotado. 
| Lado uno |                                     |          |  |
| N.º      | Título                              | Duración |  |
| 1.       | «Nutbush City Limits» (Tina Turner) | 4:50     |  |
| 2.       | «Travelin' Man»                     | 4:41     |  |
| 3.       | «Beautiful Loser»                   | 4:01     |  |
| 4.       | «Jody Girl»                         | 4:34     |  |

| Lado dos |                                    |          |  |
| N.º      | Título                             | Duración |  |
| 1.       | «I've Been Working» (Van Morrison) | 4:37     |  |
| 2.       | «Turn the Page»                    | 5:01     |  |
| 3.       | «U.M.C. (Upper Middle Class)»      | 3:21     |  |
| 4.       | «Bo Diddley» (E. McDaniels)        | 5:39     |  |

| Lado tres |                         |          |  |
| N.º       | Título                  | Duración |  |
| 1.        | «Ramblin' Gamblin' Man» | 3:01     |  |
| 2.        | «Heavy Music»           | 8:16     |  |
| 3.        | «Katmandu»              | 6:28     |  |

| Lado cuatro |                             |          |  |
| N.º         | Título                      | Duración |  |
| 1.          | «Lookin' Back»              | 2:37     |  |
| 2.          | «Get Out of Denver»         | 5:21     |  |
| 3.          | «Let It Rock» (E. Anderson) | 8:24     |  |

## Créditos y personal
Créditos adaptados desde las notas de álbum de ‘Live’ Bullet.
Bob Seger & the Silver Bullet Band
- Bob Seger – voz principal, guitarra, piano
- Drew Abbott – guitarra líder, coros
- Alto Reed – saxofón tenor, alto y barítono, percusión, coros
- Robyn Robins – órgano, clavinet, Mellotron, piano (11)
- Chris Campbell – guitarra bajo, coros
- Charlie Allen Martin – batería, coros, segunda voz (10), armonía (4, 13)

Personal técnico
- Bob Seger – productor
- Punch Andrews – productor
- Jim Bruzzese – ingeniero de audio, mezclas

Diseño
- Steve Noxon – tipografía
- Roy Kohara – director artístico
- Tom Weschler – director artístico
- Robert Markliwitz – fotografía

## Posicionamiento
| Gráfica (1976)                 | Pico de posición |
| ------------------------------ | ---------------- |
| Estados Unidos (Billboard 200) | 34               |

| Gráfica (1986)                                     | Pico de posición |
| -------------------------------------------------- | ---------------- |
| Estados Unidos (Billboard Top Current Album Sales) | 135              |

| Gráfica (2011)                            | Pico de posición |
| ----------------------------------------- | ---------------- |
| Estados Unidos (Billboard Catalog Albums) | 7                |

| Gráfica (2021)                             | Pico de posición |
| ------------------------------------------ | ---------------- |
| Estados Unidos (Billboard Top Album Sales) | 75               |

## Certificaciones y ventas
| País                  | Certificación | Ventas    |
| --------------------- | ------------- | --------- |
| Canadá (Music Canada) | 2× Platino    | 200,000   |
| Estados Unidos (RIAA) | 5× Platino    | 5,000,000 |